# Esiliiga 2003
Die Esiliiga 2003 war die 13. Spielzeit der zweithöchsten estnischen Fußball-Spielklasse der Herren. Sie begann am 30. März und endete am 2. November 2003.

## Modus
Die acht Mannschaften spielten an 28 Spieltagen jeweils viermal gegeneinander. Der Meister stieg direkt in die Meistriliiga auf, während der Zweitplatzierte über die Relegation gegen den Siebten der Meistriliiga aufsteigen konnte. Die beiden Tabellenletzten stiegen direkt ab, der Sechste spielte in der Relegation um den Klassenerhalt.

## Vereine
FC Lootus Kohtla-Järve und JK Vaprus Pärnu als FC Levadia Pärnu waren aus der Meistriliiga abgestiegen. Aus der II Liiga kamen JK Pärnu Tervis, FC Ajax Estel Tallinn, JK Vaprus Pärnu und Relegationssieger FC M.C. Tallinn hinzu.
| Verein                 | Stadt        | Stadion                  | Kapazität |
| ---------------------- | ------------ | ------------------------ | --------- |
| FC Lootus Kohtla-Järve | Kohtla-Järve | Sportikeskuse Stadion    | 2.200     |
| JK Vaprus Pärnu        | Pärnu        | Pärnu Rannastaadion      | 1.501     |
| JK Pärnu Tervis        | Pärnu        | Kehtna staadion          | 1.500     |
| FC Ajax Estel Tallinn  | Tallinn      | FC Ajaxi Staadion        | 1.500     |
| Tallinna JK            | Tallinn      | Wismari staadion         | 0500      |
| FC M.C. Tallinn        | Tallinn      | Kernu Põhikooli staadion | 0250      |
| JK Merkuur Tartu       | Tartu        | Tamme Staadion           | 1.600     |
| JK Tammeka Tartu       | Tartu        | Tamme Staadion           | 1.600     |

## Abschlusstabelle
| Pl. | Verein                     | Sp. | S  | U  | N  | Tore    | Diff. | Punkte |
| --- | -------------------------- | --- | -- | -- | -- | ------- | ----- | ------ |
| 1.  | FC Lootus Kohtla-Järve (A) | 28  | 21 | 4  | 3  | 077:230 | +54   | 67     |
| 2.  | JK Pärnu Tervis (N)        | 28  | 16 | 5  | 7  | 069:360 | +33   | 53     |
| 3.  | FC M.C. Tallinn (N) 1      | 28  | 14 | 8  | 6  | 065:470 | +18   | 50     |
| 4.  | FC Ajax Estel Tallinn (N)  | 28  | 13 | 5  | 10 | 069:450 | +24   | 44     |
| 5.  | Tallinna JK                | 28  | 7  | 10 | 11 | 041:570 | −16   | 31     |
| 6.  | JK Merkuur Tartu 2         | 28  | 7  | 8  | 13 | 037:660 | −29   | 25     |
| 7.  | JK Tammeka Tartu           | 28  | 3  | 5  | 20 | 044:990 | −55   | 14     |
| 8.  | JK Vaprus Pärnu 3          | 28  | 5  | 7  | 16 | 042:710 | −29   | 22     |

Platzierungskriterien: 1. Punkte – 2. Direkter Vergleich (Punkte, Tordifferenz, geschossene Tore) – 3. Tordifferenz – 4. geschossene Tore

| (A) | Absteiger aus der Meistriliiga 2002 |
| (N) | Neuaufsteiger aus der II Liiga      |

## Relegation
Aufstieg
Die Spiele fanden am 12. und 22. November 2003 statt.
|                 | Gesamt |                  | Hinspiel | Rückspiel |
| --------------- | ------ | ---------------- | -------- | --------- |
| JK Pärnu Tervis | 2:5    | FC Valga Warrior | 2:2      | 0:3       |

Beide Vereine blieben in ihren jeweiligen Ligen.
Abstieg
Die Spiele fanden am 15. und 22. November 2003 statt.
|                    | Gesamt |                  | Hinspiel | Rückspiel |
| ------------------ | ------ | ---------------- | -------- | --------- |
| FC TVMK Tallinn II | 6:2    | JK Merkuur Tartu | 3:2      | 3:0       |

- Merkuur Tartu stieg in die II Liiga ab.